# سرعت (فیلم ۲۰۰۷)
«سرعت» (انگلیسی: Speed (2007 film)) فیلمی در ژانر اکشن است که در سال ۲۰۰۷ منتشر شد. از بازیگران آن می‌توان به زاید خان، آفتاب شیودسانی، سانجای سوری، و آمریتا ارورا اشاره کرد.

خلاصه:یک مامور وانمود کرده آشپز است تا خانواده اش درگیر کار او نشومد اما گروهی همسر او (اورمیلا ماتودنکار) را دزدیده اند. همسرش که بسیار آشفته است به سختی با سیم های تلفنی که از کار افتاده است شماره یک آدم معمولی (زاید خان) را گرفته و از او کمک می خواهد...•